# 麻豆文衡殿
23°11′25″N 120°15′12″E / 23.1903786°N 120.2533451°E
麻豆文衡殿，為臺灣臺南市麻豆區南勢里的一間關帝廟，建立於1734年（清雍正十二年），因歷史悠久，有麻豆地區古蹟廟宇第一之美稱。

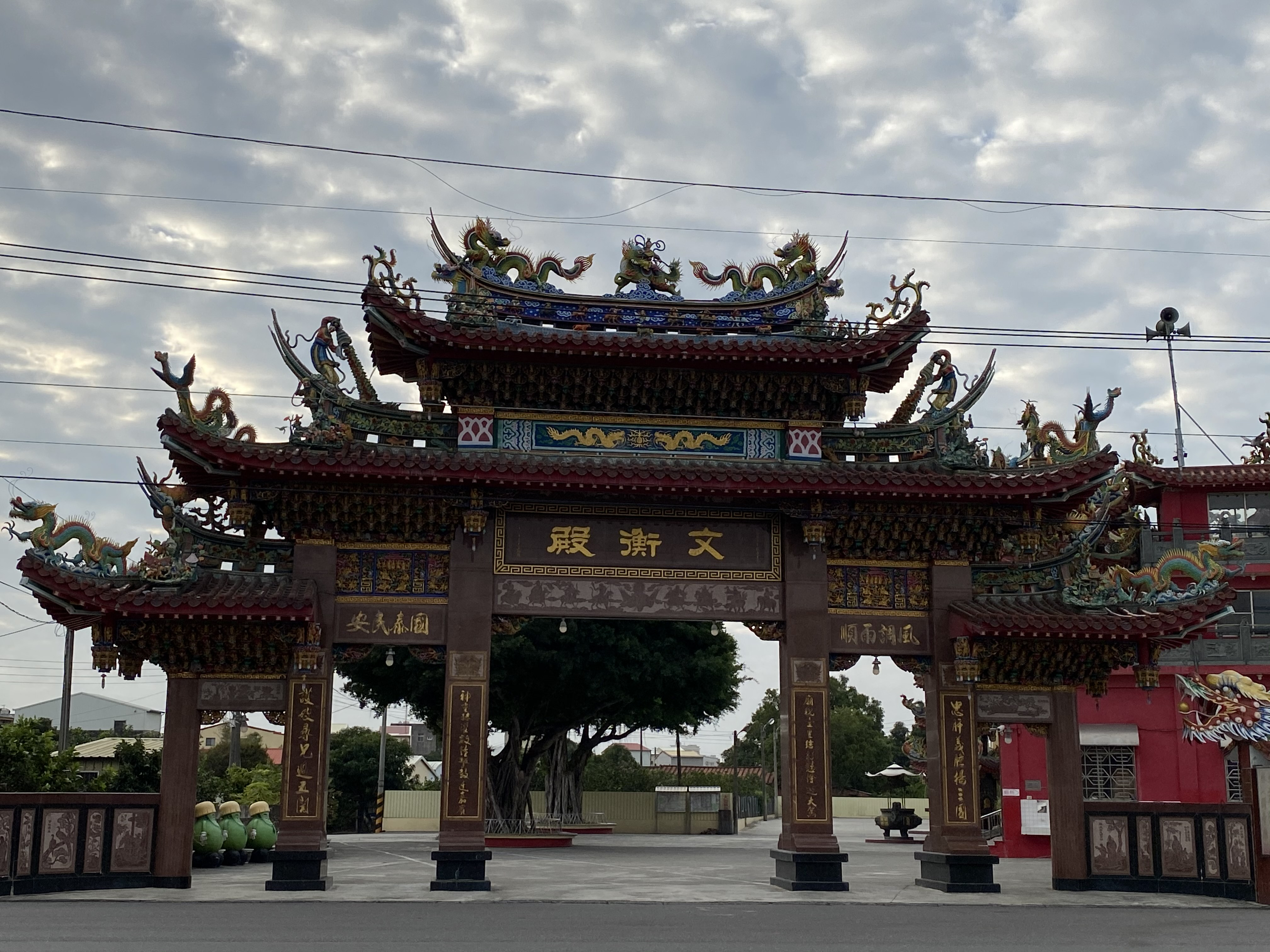
麻豆文衡殿牌樓

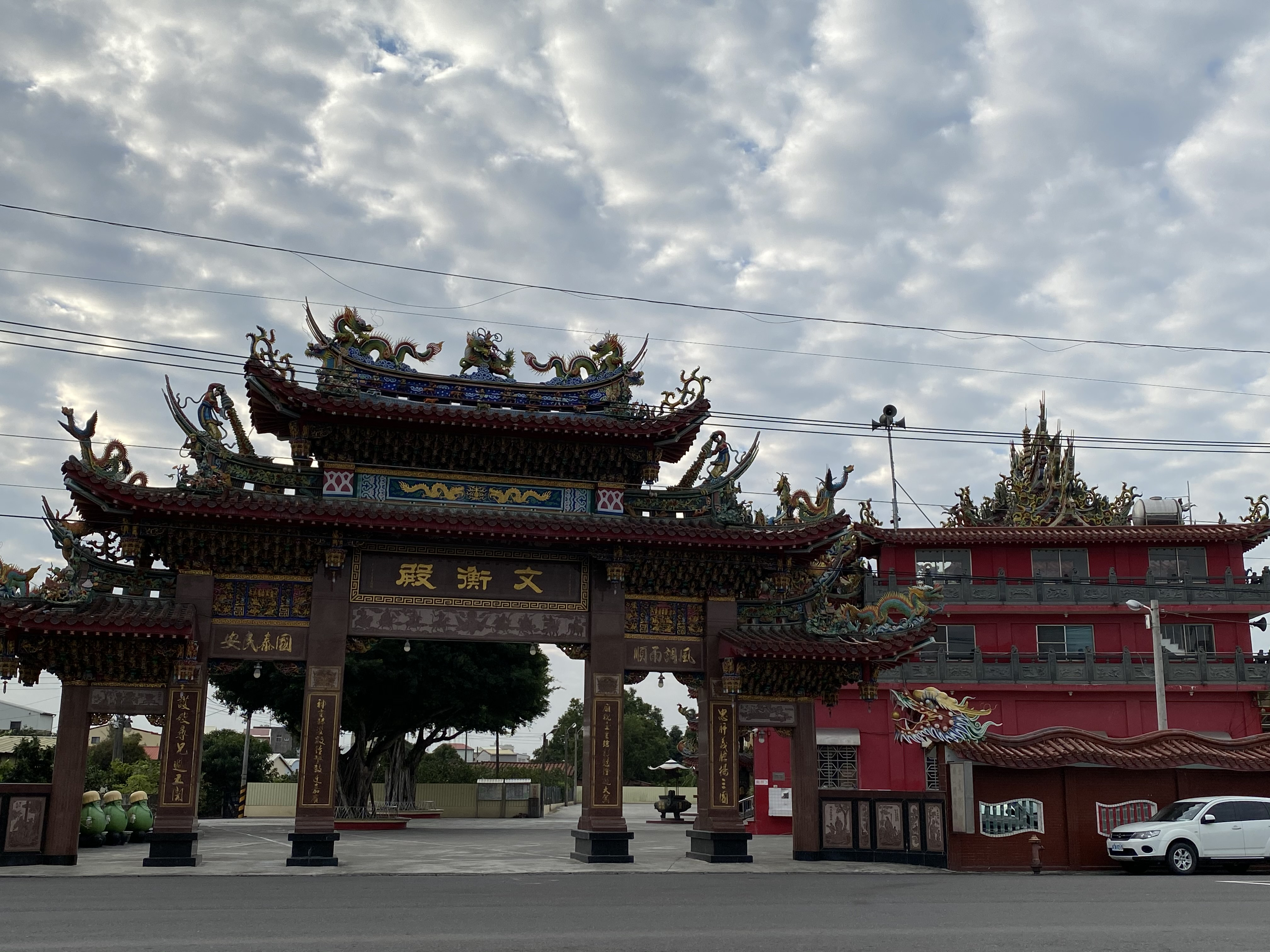
麻豆文衡殿牌樓與廟身

## 沿革
明末清初，中國大陸沿海一帶居民，大量移民至台灣開墾。為求神祇庇護，先民由祖籍福建泉州奉祀關聖帝君入台。起初由於社會形態封閉，關聖帝君的神像只供奉於民家中，後因神蹟顯赫、香火鼎盛，當地鄉民共議於今廟址處建立一座坐北朝南的茅草廟宇奉祀。當時廟前為漢人所居住，廟後為平埔族麻豆社人居住，至今文衡殿北側處尚名為「番仔巷」，因歷史悠久，有麻豆地區古蹟廟宇第一之美稱:273。
1734年（清雍正十二年），該角國學生吳仕光感於廟貌寒酸，故提倡闢建廟宇，鄉民們應和，在眾人努力下大功告成。當時廟前一帶曾一度為麻豆地區最繁華的地段，與水堀頭近在咫尺，每日車水馬龍，盛極一時:273。
1768年（清乾隆三十二年），發生大地震，文衡殿幾乎倒塌，因當時社會經濟困頓，修復進展緩慢:274。
1774年（清乾隆三十九年），在地鄉賓和仕紳黃清芳、吳時舉、吳時興、陳志光、柯睿哲等提倡重修，當地原住民亦有參與，修復歷時5個月，廟貌乃告一新，1778年（乾隆四十三年）立「重新虞朝莊關帝廟碑」紀念。由此至嘉慶、道光年間皆有小規模修繕。:274
1777年（清乾隆四十二年）當地漢人與原住民就田產納香燈、納番餉之事發生爭議，經臺灣府北路理番同知朱景英之排解，立「貼納武廟香燈漢番和睦示告碑」告示雙方。
1868年（清同治七年），由於時光遷移，廟堂已多處斑駁、頹褪之跡，當時董事陳春華等人發起重建，信眾們紛紛響應、慷慨解囊，加入重建行列，並將原坐北朝南的建築方向，調整為坐西朝東，建成一座莊嚴的華南式廟宇「文衡殿」。
1926年（大正十五年），信眾捐款增設銅鐘、大鼓及木魚等法器:275。
1934年（昭和九年），廟方董事及善信購買該廟周邊土地建立後殿和庭園，並發起重修，至1964年間修建多次:275。
1976年（民國六十五年），地方熱心民眾樂捐，於該廟後興建氣勢雄偉的凌霄寶殿，歷時一年完工，此殿主祀玉皇上帝、三官大帝、南斗星君、北斗星君、三恩主（文衡聖帝（關帝）、倉頡夫子、孚佑帝君）等神祇:276。
1990年（民國七十九年），經由該廟管委會提議，信眾、善心人士樂捐，完成興建兩座宏偉的牌樓:276。
1992年（民國八十一年），雖歷多次重修，經年累月以來廟貌仍不堪，信眾認為無法彰顯關聖帝君神威；又香火鼎盛使該廟顯得非常擁擠，故經信眾發起提議以及各界響應，廟方於該年成立重修委員會並動土重建，歷時三年多完工:276。

## 祭祀與活動
除前後殿主祀關聖帝君、玉皇上帝之外，亦供奉著關平太子、周倉將軍、福德正神、馬將軍、太歲星君、註生娘娘、中壇元帥、三官大帝、五斗星君、東嶽大帝、通天教主、文衡聖帝、倉頡夫子、孚佑帝君等神祇。

### 祭典
- 農曆正月十五日（關聖帝君出巡）：下午鎮內繞境[2]:288[1][6]
- 農曆正月十三日（關聖帝君飛昇）：辦桌[1]
- 農曆五月十三日（關平太子聖誕）：辦桌[1]
- 農曆六月廿四日（關聖帝君聖誕）：舉行官式祭典[7]
- 農曆九月初九日（五斗星君聖誕）：每年九月初七、八、九三天舉行法會、放燄口[1]
- 農曆十月二十三日（周倉將軍爺千秋）[2]:278

### 遶境
每年元宵節（正月十五日）舉行神龍大會，麻豆文衡殿神龍陣會於夜晚遶境出巡，炒熱麻豆區的元宵夜氣氛，沿途民眾香案迎接，鞭炮聲、煙火聲響徹雲霄，各項民俗才藝，如民間流傳已久的「迎暗藝」、各種陣頭（宋江陣、獅陣、舞龍、八家將）以及踩高蹺、弄車鼓等相當熱鬧，隊伍如同長龍般盤據著當地主要的街道。

## 文化古蹟
- 「貼納武廟香燈漢番和睦示告碑」，1777年（乾隆四十二年）六月立，碑身為花崗岩，碑額刻有「皇清」字樣及雙龍拱珠紋飾，碑文及學者論述見後方腳註內連結[5]
- 「重修文衡殿碑」[2]:282，《台灣地區現存碑碣圖誌》稱為「重新虞朝莊關帝廟碑」，1778年（乾隆四十三年）立，碑身同為花崗岩，碑額刻有「皇清」字樣及雙龍拱珠紋飾，碑文及學者論述見後方腳註內連結[4]
- 廟中留有「正氣參天」、「聖神文武」、「浩氣參天」、「參天贊地」等日治時期遺留至今重修的古匾額[2]:282。
- 清咸豐年間雕造的太子爺古香爐，為原太子宮移入[9]
- 早期雕工精緻的古神像[9]

## 預言豐收
2017年關聖帝君聖誕這天，文衡殿供桌的香爐突然發爐，經擲筊請示，廟方得知麻豆文旦即將大豐收，境內將有冠軍台南文旦王及頭等、優等獎產生，此外神明也指示要辦公益賑濟活動。後來同年文旦確實豐收，麻豆柚農也於台南市文旦大賽獲得佳績，獲得特等獎文旦王、頭等獎及優等獎共4人，因此廟方管委會也決議依照關聖帝君指示，於中秋節前夕舉行賑濟公益活動，針對麻豆區低收入、中低收入戶，每戶發放白米5公斤、1000元濟助金，共約400戶受惠。

## 註解
1. ↑   廟方對「祭祀圈」內村莊的稱呼，鄰近的《修造水堀頭枋橋功德碑》則記載其居於牛稠仔庄[3]，此庄後來改名「虞朝庄」[3][4]。
2. ↑  吳仕光亦曾於1755年（乾隆二十年）在水堀頭捐建「水堀頭橋」，鄉民感念立碑記事，此碑尚存於水堀頭遺址[3]。

## 外部連結
- 官方網站
- 麻豆文衡殿的Facebook專頁
- 麻豆文衡殿　新春人潮大量湧入
- 文化部全國藝文活動資訊系統網 麻豆文衡殿關帝廟元宵夜遶境 （页面存档备份，存于）
- 單刀赴會！麻豆關聖帝君青龍刀阻擋日軍 （页面存档备份，存于）
- 麻豆文衡殿濟弱 發放白米慰問金 （页面存档备份，存于）
- 麻豆文衡殿 （页面存档备份，存于）